# 메리 마라
메리 마라(Mary T. Mara, 1960년 9월 21일~2022년 6월 26일)는 미국의 배우이다. 세인트로렌스강에서 수영 중 사고로 익사하였다.

## 출연 작품

### 영화
- 블루 스틸 (1990) - 아내 역
- 야망의 제물 (1991)
- 아웃 오브 더 레인 (1991)
- 코 끝에 걸린 사나이 (1991)
- 러브 포션 넘버 9 (1992) - 머리사 역
- 토요일 밤의 남자 (1992)
- Empire City (1992)
- 맥마틴 소송 사건 (1995, Indictment: The McMartin Trial)
- 사랑의 승리 (1996, What Kind of Mother Are You?)
- 바운드 (1996)
- 시빌 액션(1998) - 캐시 보이어 역
- Switched at Birth (1999)
- 케이 팩스 (2001) - 애비 역
- 세인트 시너 (2002)
- 그리다이언 갱 (2006)
- 언두잉 (2006, Undoing)
- 프롬 나이트 (2008) - 워터스 부인 역

### 텔레비전
- 로앤오더: 범죄 전담반 (1993, 1999)
- ER (1995-96)
- 덱스터 (2009) - 밸러리 호지스 역
- 로스트 (2009)